# Anna Valente (Ingenieurin)
Anna Valente (* 1980 in Rom) ist eine Schweizer Ingenieurin und Hochschullehrerin für Industrierobotik in Manno.

## Berufsweg
Anna Valente studierte Ingenieurwesen an der Universität Cassino und wurde am Polytechnikum Mailand im Bereich Fertigungstechnologien sowie Produktionssysteme promoviert. An der Universität Bath absolvierte sie ein Postdocprogramm in Interoperabilität für adaptive Fabriken. Nach ihrer Promotion forschte Valente im Bereich Produktionstechnik an Instituten und in der Industrie. Sie koordinierte seit 2012 mehrere Förderprojekte des Forschungsrahmenprogramms und im Rahmen von «Horizon 2020» der Europäischen Kommission.
Valente übernahm 2015 die Leitung der Gruppe für Systeme der Industrierobotik und 2017 die Leitung des Labors für Automation, Robotik und Maschinen (ARM) in der Abteilung für Innovative Technologien (DTI) an der Scuola universitaria professionale della Svizzera italiana (SUPSI) in Manno. Das Labor entwirft und konstruiert Prototypen für industrielle Lösungen bis zum Technology Readiness Level «7». Der Roboter «Rerob» der SUPSI galt 2016 als «genauester Roboter der Welt».
Valente ist seit 2019 Mitglied des Schweizerischen Wissenschaftsrats (SWR). Des Weiteren ist sie assoziiertes Mitglied der Internationalen Akademie für Produktionstechnik (CIRP) und Expertin der Innosuisse (Schweizerische Agentur für Innovationsförderung).
Anna Valente hat zwei Kinder.

## Auszeichnungen
- «Grand Prix» und Preis der Kategorie «Woman-led innovations» des Innovation Radar Prize 2019 der Europäischen Kommission.[3]

## Fussnoten
1. ↑  supsi.ch: Anna, creatrice del robot più preciso al mondo. (11. August 2016; italienisch)
2. ↑  Corriere della Sera: Anna, creatrice del robot più preciso al mondo. (10. August 2016; italienisch)
3. ↑  euronews.com: Innovation Radar Prize 2019 – 4D Hybrid Project. (Abgerufen am 18. Oktober 2021, englisch)

| Personendaten    | Personendaten                               |
| ---------------- | ------------------------------------------- |
| NAME             | Valente, Anna                               |
| KURZBESCHREIBUNG | Schweizer Ingenieurin und Hochschullehrerin |
| GEBURTSDATUM     | 1980                                        |
| GEBURTSORT       | Rom                                         |